# Тисовник
Тисовник (словац. Tisovník) — река в Словакии, протекает по Банска-Бистрицкому краю. Длина реки — 40,97 км, площадь водосборного бассейна — 441,143 км². Правый приток Ипеля (бассейн Дуная). Код реки — 4-24-02-800.
Берёт начало в массиве Яворье, на северо-восточном склоне горы Коренский-Врх (878 м) на высоте около 860 м над уровнем моря.

## Бассейн
По порядку от устья:
- Стара-Рьека (пр)
  - Bukovec (лв)
  - Lomský potok (лв)
    - Brezovský potok (пр)

  - Копровница (лв)
    - Lipovník (пр)
    - Dobrá voda (пр)
    - Slatinka (пр)

  - Hrádocký potok (пр)
  - Leštiansky potok (пр)
  - Fabianov potok (лв)
  - Kršakov potok (лв)
  - Brožkov potok (лв)
- Ľuboreč (лв)
- Sopúšsky jarok (лв)
  - Medzné (лв)
  - Riečka (пр)
- Kakatka (лв)
  - Chrtiansky potok (пр)
  - Kavčí potok (лв)
    - Babí potok (пр)
- Strehovica (пр)
- Madačka (лв)
  - Ábelovský potok (лв)
  - Suchá Strehová (лв)
- Starohutský potok (лв)[2]